# Церковь Николая Чудотворца (Степаньково)
Церковь Николая Чудотворца (Свято-Никольский храм) — православный храм в селе Степаньково Меленковского района Владимирской области.

## История
До 1764 года деревня Степаньково принадлежала Троице-Сергиевой лавре. Вместо деревянной церкви в 1850 году началось строительство каменного храма в честь Святого Николая Чудотворца, завершённое в 1856 году. Окончательная отделка церкви была отложена до 1876 года, по-видимому, из-за нехватки средств (церковь была построена только за счёт прихожан и на добровольные пожертвования). Колокольня была возведена в 1890 году.
В 1894 году прихожанами был куплен новый колокол весом 157 фунтов (2,5 тонны). В церкви три престола: главный — в честь святителя Николая Чудотворца; в трапезной (зимняя церковь): южный — в честь преподобного Сергия Радонежского, северный — в честь святого великомученика Мины.
При храме было 33 десятины земли. Все прихожане были государственными крестьянами, помещиков в Степанькове не было. В самом Степанькове было более 400 домов. Кроме того, в приход церкви входили сёла Высоково, Черниченка, Фурсово, Дубцы, Улановка и Кориново. Позже, в 1874 году, село Черниченко было перенесено в Ляховский приход, а село Кориново — в Григоровский.
С 1937 по 1946 год Свято-Николаевская церковь в Степанькове была закрыта, но фрески, иконы, подсвечники, священные сосуды и т. д. сохранились, потому что благодаря усилиям прихожан церковь была просто закрыта и не разграблена, как обычно случалось в советское время.
Фрески были сделаны муромскими мастерами и обновлялись дважды — в 1946 году и в 1970-х годах. Особую ценность представляет резной иконостас, благодаря которому, по сути, храм был помещён под охрану государства в годы советской власти.
В 1990-х годах храм семь раз грабили, решётки на четырёх окнах были вырезаны. Самые ценные иконы были похищены, например, икона Божией Матери Всех Скорбящих Радость XVII века, серебряная утварь и оклады с икон. Всего было украдено около 80 икон. Ничего не было найдено.
Усилиями прихожан некоторые иконы были восстановлены. Летом 2007 года храм был отремонтирован снаружи.

## Духовенство
- Настоятель храма — иерей Игорь Однорог[5]